# يواكيم هنريكي
يواكيم هنريكي بريرا سيلفا (بالإنجليزية: Joaquim Henrique Pereira Silva)‏ هو لاعب كرة قدم برازيلي، من مواليد 28 ديسمبر 1998، يلعب لنادي كويابا.

## روابط خارجية
- يواكيم هنريكي على موقع قاعدة بيانات كرة القدم.إي يو (الإنجليزية)
- يواكيم هنريكي على موقع Soccerway.com (الإنجليزية)